# Robert Gravel
Robert Gravel (Montreal, 14 de septiembre de 1944, Saint-Gabriel-de-Brandon, Quebec 12 de agosto de 1996) fue un actor, director, dramaturgo y docente canadiense. Es cofundador del Théâtre Expérimental de Montréal (TEM), el Nuevo Teatro Experimental (NTE) y Espace Libre. En 1977 fundó la Liga Nacional de Improvisación (LNI) que presidió hasta su muerte. Está enterrado en el cementerio de Notre-Dame-des-Neiges, en Montreal.

## Teatro Experimental
Con Jean-Pierre Ronfard y Pol Pelletier, fundó, a mediados de los años 1970, el Teatro Experimental de Montreal (TEM) en la Maison Beaujeu. Posteriormente el grupo se dividió: Pol Pelletier crea el Théâtre Expérimental des Femmes mientras Robert y Jean-Pierre unen fuerzas con Robert Claing y Anne-Marie Provencher para fundar el Nuevo Teatro Experimental (NTE) en Espace Libre. Robert Gravel se interesa especialmente por el naturalismo, sin renunciar por ello a papeles grandiosos como el de Ricardo I de Inglaterra en Vida y muerte del rey cojo, de Jean-Pierre Ronfard. 

## Liga Nacional de Improvisación (LNI)
El 21 de octubre de 1977 Robert Gravel e Yvon Leduc crean el match de improvisación dentro de la liga nacional de improvisación. Se trata de un formato competitivo de improvisación teatral que parodia las reglas del hockey sobre hielo.

## Comediante y dramaturgo
La carrera de Robert Gravel, en el teatro, se desarrolló bajo el signo de la audacia y la inventiva y, a veces, incluso el escándalo.
Como actor, formó parte del equipo TNM Young Actors a principios de los 70. Es uno de los intérpretes de Faut jeter la vieille, una obra de Dario Fo dirigida en 1969 por Paul Buissonneau que desconcierta a los espectadores del Teatro du Nouveau Monde y hace las delicias de los amantes del teatro. Bajo la dirección de Jean-Pierre Ronfard, produjo La Charge de l'orignal épormyable de Claude Gauvreau, en 1974. En 1981 y 1982 interpretó a Richard Premier, el papel principal de la saga teatral Vida y muerte del rey Boiteux de Jean-Pierre Ronfard. También participó en la creación de Matroni et moi de Alexis Martin, en 1995. Desempeña varios papeles tanto en cine como en televisión.
Como dramaturgo, Gravel es autor de una trilogía de humor mordaz titulada La tragedia del hombre: Durocher el multimillonario (sobre el poder y el dinero), El hombre que ya no tenía amigos (sobre la soledad) y Ya no hay nada más (sobre la vejez), representadas en ' Espacio Libre junto al Nuevo Teatro Experimental. Antes de su fallecimiento, Gravel estaba trabajando en la versión final de Thérèse, Tom et Simon.
Con Jean-Pierre Ronfard, escribió Tête à tête y Matine : Sade au petit-déjeuner. Con Alexis Martín, escribió e interpretó Nudité, obra producida por el Nuevo Teatro Experimental en la que tanto los actores como los espectadores deben estar desnudos. Está prohibida por la ciudad de Montreal.

## Maestro
Enseñó improvisación teatral en la Escuela Nacional de Teatro de Montreal, en el Cégep de St-Hyacinthe y dirigió talleres de formación.